# Генерал-губернатор Тринидада и Тобаго

Генера́л-губерна́тор Тринида́да и Тоба́го (англ. Governor-General of Trinidad and Tobago) — в период с 1962 по 1976 годы представитель монарха Тринидада и Тобаго (которым являлась королева Елизавета II). Поскольку королева не могла находиться во всех Королевствах Содружества, она назначала представителей для осуществления своих обязанностей в качестве королевы Тринидада и Тобаго. Генерал-губернаторы несли ответственность за назначение премьер-министра, а также других министров правительства после консультаций с премьер-министром.
Пост появился с провозглашением независимости Тринидада и Тобаго в 1962 году и был упразднён с провозглашением республики в 1976 году, после чего главой государства стал Президент Тринидада и Тобаго.
До учреждения поста генерал-губернатора государства Тринидад и Тобаго существовали иные должности представителей действующих монархов на этих островах (как в объединяющей острова британской колонии, так и в отдельных испанской, позже британской колониях на острове Тринидад, и британской (с перерывом на французское владычество) колонии на острове Тобаго.

## Список генерал-губернаторов Тринидада и Тобаго (1962—1976)
|   | Портрет | Имя                                                                                 | Вступил в должность | Покинул должность |
| - | ------- | ----------------------------------------------------------------------------------- | ------------------- | ----------------- |
| 1 |         | Сэр Соломон Хочой (1905—1983) англ. Solomon Hochoy                                  | 31 августа 1962     | 15 сентября 1972  |
| 2 |         | Сэр Эллис Эммануэль Инносент Кларк (1917—2010) англ. Ellis Emmanuel Innocent Clarke | 15 сентября 1972    | 1 августа 1976    |

Сэр Эллис Эммануэль Инносент Кларк 1 августа 1976 года стал первым Президентом страны.

### Губернаторы Тринидада и Тобаго (колония, 1889—1962)
Пост Губернатора Тринидада и Тобаго (англ. Governor of Trinidad and Tobago) был введён, после того, как 1 января 1889 года отдельные британские колонии Тринидад и Тобаго были административно объединены, и упразднён в 1962 году, когда было объявлено о создании независимого королевства Содружества Тринидад и Тобаго во главе с монархом Тринидада и Тобаго (которым являлась королева Елизавета II).
|    | Портрет      | Имя                                                                                  | Вступил в должность | Покинул должность | Монарх      |
| -- | ------------ | ------------------------------------------------------------------------------------ | ------------------- | ----------------- | ----------- |
| 1  |              | Сэр Уильям Робинсон (1836—1912) англ. William Robinson                               | 1 января 1889       | 1891              | Виктория    |
| 2  |              | Сэр Фредерик Нэйпиер Брум (1842—1896) англ. Frederick Napier Broome                  | 19 августа 1891     | 1897              | Виктория    |
| 3  |              | Сэр Хаберт Эдвард Генри Джернигэм (1842—1914) англ. Hubert Edward Henry Jerningham   | 2 июня 1897         | 1900              | Виктория    |
| 4  |              | Сэр Корнелиус Альфред Молони (1848—1913) англ. Cornelius Alfred Moloney              | 4 декабря 1900      | 1904              | Виктория    |
| 4  | Эдуард VII   | Сэр Корнелиус Альфред Молони (1848—1913) англ. Cornelius Alfred Moloney              | 4 декабря 1900      | 1904              |             |
| 5  |              | Сэр Генри Мур Джэксон (1849—1908) англ. Henry Moore Jackson                          | 30 августа 1904     | 29 августа 1908   |             |
| 6  |              | Сэр Джордж Ратвен Ле Хунт (1852—1925) англ. George Ruthven Le Hunte                  | 11 мая 1909         | 1916              |             |
| 6  | Георг V      | Сэр Джордж Ратвен Ле Хунт (1852—1925) англ. George Ruthven Le Hunte                  | 11 мая 1909         | 1916              |             |
| 7  |              | Сэр Джон Роберт Чэнкеллор (1870—1952) англ. John Robert Chancellor                   | 1 июня 1916         | 1921              |             |
| 8  |              | бригадный генерал, Сэр Сэмуэл Герберт Уилсон (1873—1950) англ. Samuel Herbert Wilson | 1 января 1922       | 1924              |             |
| 9  |              | Сэр Хорэйс Арчер Бьятт (1875—1933) англ. Horace Archer Byatt                         | 22 ноября 1924      | 1930              |             |
| 10 |              | Сэр Альфред Клод Холлис (1874—1961) англ. Alfred Claud Hollis                        | 22 марта 1930       | 1936              |             |
| 11 |              | Сэр Артур Джордж Мёрчисон Флетчер (1878—1954) англ. Arthur George Murchison Fletcher | 17 сентября 1936    | 1938              | Эдуард VIII |
| 12 |              | майор, Сэр Хаберт Уинтроп Янг (1885—1950) англ. Hubert Winthrop Young                | 8 июля 1938         | 1942              | Эдуард VIII |
| 12 | Георг VI     | майор, Сэр Хаберт Уинтроп Янг (1885—1950) англ. Hubert Winthrop Young                | 8 июля 1938         | 1942              |             |
| 13 |              | Сэр Беде Эдмунд Хью Клиффорд (1890—1969) (англ. Bede Edmund Hugh Clifford)           | 8 июня 1942         | 1947              |             |
| 14 |              | Сэр Джон Валентайн Уистар Шоу (1894—1982) (англ. John Valentine Wistar Shaw)         | 7 марта 1947        | 1950              |             |
| 15 |              | Сэр Губерт Элвин Ранс (1898—1974) англ. Hubert Elvin Rance                           | 19 апреля 1950      | 1955              |             |
| 15 | Елизавета II | Сэр Губерт Элвин Ранс (1898—1974) англ. Hubert Elvin Rance                           | 19 апреля 1950      | 1955              |             |
| 16 |              | Сэр Эдвард Бетам Битхэм (1905—1979) англ. Edward Betham Beetham                      | 23 июня 1955        | 1960              |             |
| 17 |              | Сэр Соломон Хочой (1905—1983) англ. Solomon Hochoy                                   | 4 июля 1960         | 31 августа 1962   |             |